# Lounín
Lounín (původně Mlúnín) je vesnice, část obce Tmaň v okrese Beroun ve Středočeském kraji. Nachází se asi 1,2 kilometru západně od Tmaně a asi jeden kilometr východně od Holého vrchu.

## Historie
První písemná zmínka o vesnici pochází z roku 1324.

## Přírodní poměry
Severně od vesnice leží přírodní památka Lounín.

## Obyvatelstvo
| Rok            | 1869 | 1880 | 1890 | 1900 | 1910 | 1921 | 1930 | 1950 | 1961 | 1970 | 1980 | 1991 | 2001 | 2011 | 2021 |
| -------------- | ---- | ---- | ---- | ---- | ---- | ---- | ---- | ---- | ---- | ---- | ---- | ---- | ---- | ---- | ---- |
| Počet obyvatel | 212  | 194  | 172  | 221  | 228  | 191  | 165  | 141  | 125  | 130  | 104  | 70   | 63   | 104  | 127  |
| Počet domů     | 30   | 31   | 28   | 31   | 35   | 35   | 37   | 38   | 38   | 30   | 33   | 35   | 33   | 40   | 46   |

## Obecní správa
Při sčítání lidu v letech 1850–1899 byl Lounín osadou obce Málkov v okrese Hořovice. V letech 1900–1960 byl samostatnou obcí, nejprve v okrese Hořovice, od roku 1950 v okrese Beroun. Od 1. července 1960 je částí obce Tmaň v okrese Beroun.

## Pamětihodnosti
- Kaplička se zvonicí